# Live Niguz
«Live Niguz» (также известный своим цензурным названием «Live!!!») — первый сингл американской хардкор-рэп-группы Onyx из её второго студийного альбома All We Got Iz Us, а также сингл из саундтрека к фильму The Show, выпущенный 18 июля 1995 года на лейбле Def Jam, Rush Associated Labels и JMJ Records.
Спродюсированный всеми тремя участниками Onyx, «Live!!!» нашёл небольшой успех в R&B и рэп-чартах, став первым синглом группы, который не попал в чарт Billboard Hot 100. Сингл достиг 81 места в чарте Hot R&B/Hip-Hop Songs и 17 места в чарте Hot Rap Singles.

## Предыстория
Для своего куплета Стики Фингаз взял и переделал куплет рэпера Slick Rick из песни «La Di Da Di». Практически все строчки в куплете Стики начинаются и заканчиваются теми же словами, что и у Слика Рика, но в них заложен совсем другой смысл.
В 1995 году песня была также включена в кассетный сингл Onyx Untitled.
В 2010 году была найдена оригинальная версия этой песни. В начале песни звучит диалог между Фредро Старром и Сонси, позже эта часть была вырезана из песни, а куплет Стики Фингаза был перезаписан.

## Музыкальное видео
Музыкальное видео было снято Дайан Мартел. Видео было снято в Манхэттене в Нью-Йорке. Prodigy, Method Man, Nas, Tyson Beckford, Keith Murray, Ja Rule, Mic Geronimo приняли участие в съёмках видеоклипа. Премьера видеоклипа состоялась 12 августа 1995 года на кабельном телеканале The Box. 
На съёмке этого видео рэперы Prodigy и Keith Murray разрушили вражду, которая началась между ними из-за песни LL Cool J «I Shot Ya (Remix)».
Дайан Мартел создала две версии видеоклипа: цензурную для телевидения и нецензурную. Видео можно найти на DVD-диске Onyx: 15 лет видео, истории и насилия 2008 года.

## Релизы

### Список композиций на CD сингле
1. «Live!!!» (LP Version) — 3:31
2. «Kill Dem All» (LP Version) — 4:47 (Kali Ranks)
3. «Live!!!» (Instrumental) — 3:31

### Список композиций на виниле
1. «Live!!!» (LP Version) — 3:31
2. «Kill Dem All» (LP Version) — 4:47 (Kali Ranks)
3. «Live!!!» (Instrumental) — 3:31

### Список композиций на промо виниле #1
1. «Live!!!» (Radio Edit) — 3:31
2. «Live!!!» (LP Version) — 3:31
3. «Kill Dem All» (LP Version) — 4:47 (Kali Ranks)
4. «Live!!!» (Instrumental) — 3:31

### Список композиций на промо виниле #2
1. «Live!!!» (Clean) — 3:11
2. «Live!!!» (LP Version) — 3:22
3. «Live!!!» (A Capella) — 3:08
4. «Walk In New York» (Clean) — 4:07
5. «Walk In New York» (LP Version) — 5:00
6. «Walk In New York» (Instrumental) — 2:08

### Список композиций на кассетном сингле
1. «Live!!!» (LP Version) — 3:31
2. «Kill Dem All» (LP Version) — 4:47 (Kali Ranks)

## Семплы
- «Wherever You Are» композитора Айзека Хейза
- «I Like Funky Music» композитора Uncle Louie
- «Kool Is Back» фанк-группы Funk, Inc.

## Участники записи
- Оникс — исполнитель, вокал
- Фредро Старр — исполнитель, вокал, продюсер
- Стики Фингаз — исполнитель, вокал, продюсер
- Сонни Сиза — исполнитель, вокал, продюсер
- Айзек Хейз — композитор
- Дон Эллиотт — запись и сведение
- Том Койн — мастеринг
- Эндрю Массоп — продюсер, инженер («Kill Dem All»)
- Марк Померой — продюсер, инженер («Kill Dem All»)
- Элемент 9 — гитара, бэк-вокал («Kill Dem All»)

## Чарты

### Еженедельные чарты
| Чарт (1995)                                    | Высшая позиция |
| ---------------------------------------------- | -------------- |
| Hot R&B/Hip-Hop Singles & Tracks (Billboard)   | 81             |
| Hot Rap Singles (Billboard)                    | 17             |
| Hot Dance Music/Maxi-Singles Sales (Billboard) | 13             |